# Elaphoglossum deorsum
Elaphoglossum deorsum är en träjonväxtart som först beskrevs av Karsten, och fick sitt nu gällande namn av Vareschi. Elaphoglossum deorsum ingår i släktet Elaphoglossum och familjen Dryopteridaceae. Inga underarter finns listade.